# Forlì del Sannio
Forlì del Sannio – miejscowość i gmina we Włoszech, w regionie Molise, w prowincji Isernia.
Według danych na rok 2004 gminę zamieszkiwały 833 osoby, 26 os./km².